# تپه آبتاف
تپه آبتاف مربوط به عصر آهن است و در شهرستان خرم‌آباد، بخش دوره چگنی، دهستان تشکن، حدود ۷۰۰ متری شمال روستای چشمه زمزم واقع شده و این اثر در تاریخ ۲۲ اسفند ۱۳۸۵ با شمارهٔ ثبت ۱۸۱۶۲ به‌عنوان یکی از آثار ملی ایران به ثبت رسیده است.